# دوري كرة القدم الغربي 1972–73
دوري كرة القدم الغربي 1972–73 (بالإنجليزية: 1972–73 Western Football League)‏ هو موسم من دوري كرة القدم الغربي ‏. فاز فيه Devizes Town F.C. ‏.